# Đặng Thái Sơn
Đặng Thái Sơn (wiet. [ɗa˥˩ŋ tʰaːɪ̯˧˥ ʂɤː˧n]. ur. 2 lipca 1958 w Hanoi) – wietnamski pianista klasyczny obecnie mieszkający w Kanadzie. Zwycięzca X Międzynarodowego Konkursu Pianistycznego im. Fryderyka Chopina (1980).

## Życiorys
Na fortepianie gra od siódmego roku życia. Uczył się w Konserwatorium Muzycznym w Hanoi (1965–1976), a następnie w Konserwatorium Moskiewskim (1977–1983). W 1980 przyjechał do Warszawy na Konkurs Chopinowski, choć nigdy wcześniej nie występował na konkursach i nie grał z orkiestrą. Na konkursie zajął I miejsce i zdobył trzy nagrody specjalne: Polskiego Radia za najlepsze wykonanie mazurków, Towarzystwa im. Fryderyka Chopina w Warszawie za najlepsze wykonanie poloneza oraz Filharmonii Narodowej za najlepsze wykonanie koncertu fortepianowego.
Sukces na konkursie był początkiem jego kariery. Występował w najważniejszych salach koncertowych w Europie, Azji i USA z wieloma orkiestrami i dyrygentami. W 1995 wystąpił wraz z Kathleen Battle, Yo-Yo Ma, Seiji Ozawą i Mstisławem Rostropowiczem na koncercie noworocznym NHK. Grał na wielu festiwalach, m.in. na Międzynarodowym Festiwalu Chopinowskim w Dusznikach-Zdroju (1995). W Polsce występował też w 1999 i 2010 z okazji 150. rocznicy śmierci i 200. rocznicy urodzin Fryderyka Chopina. Nagrał wiele płyt z muzyką Chopina, a także m.in. Wolfganga Amadeusa Mozarta i Maurice'a Ravela. Jako pedagog współpracuje z Kunitachi Music College w Tokio.
Zasiadał w jury wielu konkursów muzycznych, w tym XV, XVI, XVII i XVIII Międzynarodowego Konkursu Pianistycznego im. Fryderyka Chopina w Warszawie, a także Międzynarodowego Mistrzowskiego Konkursu Pianistycznego im. Artura Rubinsteina.
27 kwietnia 2010 Akademia Muzyczna im. Feliksa Nowowiejskiego w Bydgoszczy przyznała mu tytuł doktora honoris causa.